# Jovnîne, Ciornobai
Jovnîne (în ucraineană Жовнине) este o comună în raionul Ciornobai, regiunea Cerkasî, Ucraina, formată numai din satul de reședință. În secolul al XIX-lea, satul făcea parte din volostul Jovnîne, uezdul Zolotonoșa.

## Demografie
Componența lingvistică a comunei Jovnîne
     Ucraineană (97,64%)
     Rusă (2,17%)
     Alte limbi (0,09%)
Conform recensământului din 2001, majoritatea populației comunei Jovnîne era vorbitoare de ucraineană (97,64%), existând în minoritate și vorbitori de rusă (2,17%).